# 毛利秀雄
毛利 秀雄（もうり ひでお、1930年6月6日 - ）は、日本の生物学者、東京大学名誉教授。千葉県出身。

## 経歴
- 陸軍騎兵少尉・毛利敬四郎の長男として東京の澤崎病院で誕生する。父方の祖父毛利五郎は、毛利元徳の五男で男爵[2]。父方の祖母正子は松平春嶽の娘で、徳川義親の姉[2]。母方の祖母有子は資生堂創業者福原有信の娘で、有子の姉・野依信は野依良治の祖母に当たる[3]。また、秀雄の次男は多田富雄の姪と結婚した[4]。
- 千葉県立千葉中学校から大阪陸軍幼年学校（48期）に進むが、敗戦により千葉中学校に復学。当時の同級生に太田龍がいた。四年修了で成蹊高等学校 (旧制)理科乙類に進み、1953年に東京大学理学部動物学科を卒業、専攻は生殖生物学、動物生理化学。卒業後は東京大学大学院に進み、石田寿老の下で研究を続ける傍ら、東京都立北園高等学校に時間講師として勤務。
- 1959年 東大教養学部講師、のち助教授、教授。
- 1968年-1990年 東京大学理学部、同三崎臨海実験所で精子の研究を続け、精子の鞭毛の構造体（細胞骨格）の構成タンパク質を明らかにした。
- 1968年 微小管の構成タンパク質のアミノ酸組成を決定し、チューブリンと命名。
- 1983年 東大教養学部評議員、1985年東大教養学部長（事務取扱）、1987年-1989年教養学部長、1991年定年退官、名誉教授、1991年放送大学副学長。1995年4月、基礎生物学研究所長に就任。2006年12月瑞宝重光章を受勲[5]。基礎生物学研究所名誉教授。

## 主要な業績
チューブリンの同定

## 著書
- 『精子の生物学』東京大学出版会 1991年
- 『精子の話』岩波新書 2004年
- 『生物学の夢を追い求めて』ミネルヴァ書房 2010年
- 『東京大学三崎臨海実験所雑記』生物研究社 2011年
- 『天皇家と生物学』朝日選書 2015年

### 共編著
- 『基礎生物学』平本幸男共編著 放送大学 1986年
- 『自然と科学 生命編』平本幸男共編著 放送大学 1993年
- 『生物学概論』平本幸男共編著 放送大学 1994年
- 『現代生物学』平本幸男共著 放送大学 1995年
- 『日本の動物学の歴史』八杉貞雄共編 培風館 2007年

### 翻訳
- アフセリウス『細胞学入門』みすず書房 1966年
- ブラッシェ『分子発生学』安増郁夫共訳 講談社 1976年
- H.Stebbings,J.S.Hyams『細胞運動』馬淵一誠共訳 共立出版 1981年